# Montagnac-sur-Lède
Montagnac-sur-Lède is een gemeente in het Franse departement Lot-et-Garonne (regio Nouvelle-Aquitaine) en telt 267 inwoners (1999). De plaats maakt deel uit van het arrondissement Villeneuve-sur-Lot.

## Geografie
De oppervlakte van Montagnac-sur-Lède bedraagt 19,9 km², de bevolkingsdichtheid is 13,4 inwoners per km².
De onderstaande kaart toont de ligging van Montagnac-sur-Lède met de belangrijkste infrastructuur en aangrenzende gemeenten.

## Demografie
Onderstaande figuur toont het verloop van het inwonertal (bron: INSEE-tellingen).